# Landesgartenschau Tittmoning 2026
Die Landesgartenschau Tittmoning 2026 war eine für das Jahr 2026 geplante Landesgartenschau in der Stadt Tittmoning im bayerischen Landkreis Traunstein. Ursprünglich sollte die Landesgartenschau in der kreisfreien Stadt Schweinfurt stattfinden, die jedoch bereits 2022 den Zuschlag zurückgab und sich aus dem Projekt zurückzog. Tittmoning sprang daraufhin im Dezember 2023 als neuer Austragungsort ein.
Doch Ende Januar 2024 beschloss auch der Stadtrat von Tittmoning, die Ausrichtung der Landesgartenschau abzusagen. Auslöser war eine Bürgerinitiative, die eine Abstimmung über die Veranstaltung forderte und bereits mit der Sammlung von Unterschriften begonnen hatte. Da die Abstimmung frühestens im April 2024 hätte stattfinden können, wäre bei einem positiven Ergebnis die verbleibende Vorbereitungszeit zu knapp gewesen, um die Schau rechtzeitig zu organisieren. Angesichts dieser Unsicherheiten entschied die Stadt, sich ebenfalls aus dem Projekt zurückzuziehen.
Stand Januar 2025 wurde noch kein neuer Austragungsort für die Landesgartenschau 2026 gefunden. Aufgrund des geringen zeitlichen Vorlaufs ist davon auszugehen, dass es 2026 in Bayern keine Landesgartenschau geben wird. Als Reaktion auf die Absagen Schweinfurts und Tittmonings für 2026 sowie Penzbergs für 2028 – welche alle aus finanziellen Gründen geschahen – erhöhte der Freistaat Bayern die Investitionsförderung für Landesgartenschauen von fünf auf sechs Millionen Euro plus bis zu eine Million Euro für Durchführungskosten.